# Muffin

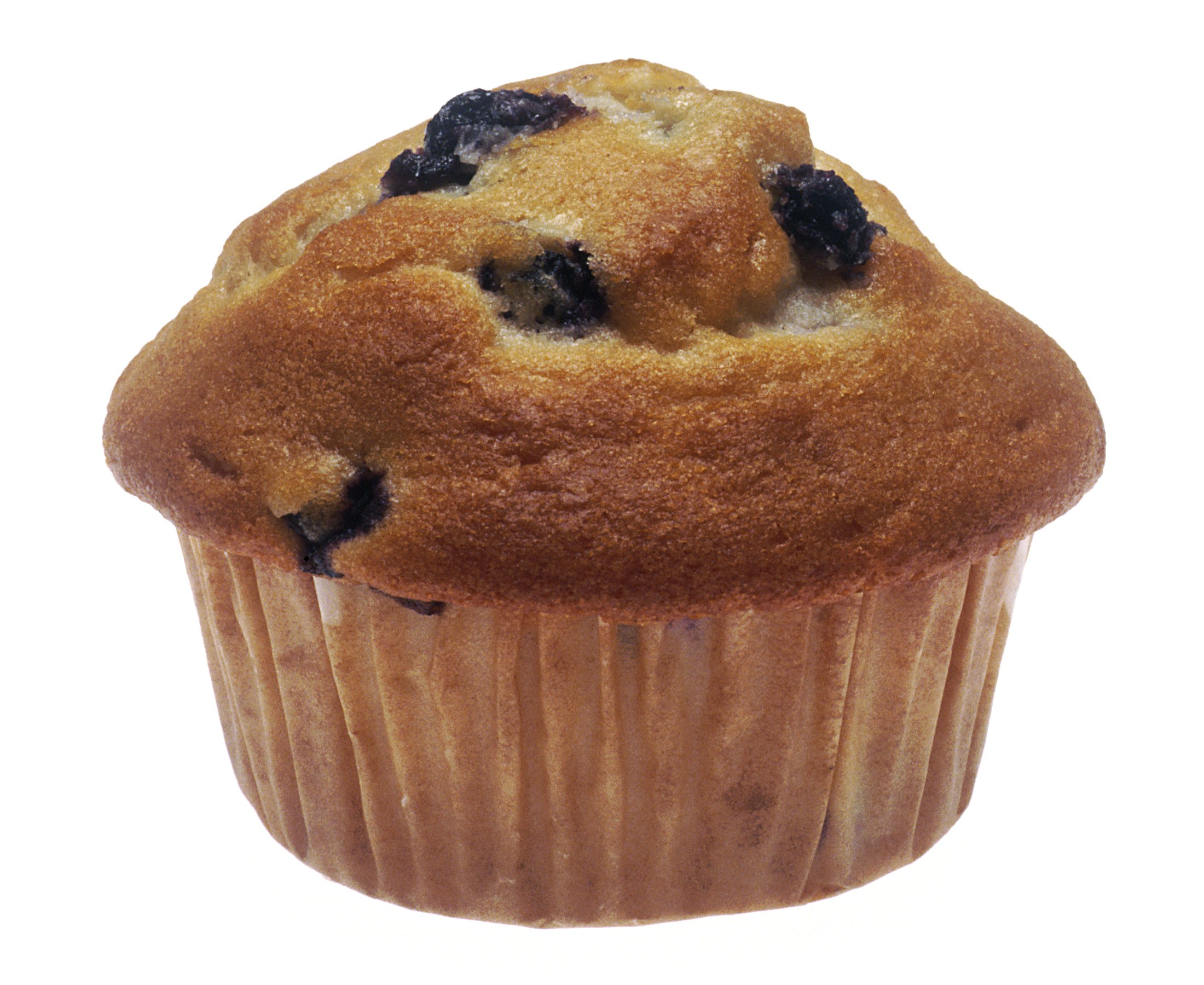
Amerikanischer Blaubeermuffin in Papierform

Muffin [ˈmafɪn] ist die Bezeichnung für zwei verschiedene Gebäckarten. Die US-amerikanischen Muffins sind kleine runde Kuchen, die meistens mit Backpulver hergestellt und in speziellen Backformen gebacken werden. Im Vereinigten Königreich versteht man unter der Bezeichnung ein flaches Hefegebäck, das wie ein Toast verzehrt wird. In den USA werden diese als English Muffins bezeichnet.

## Etymologie
Die Herkunft des Begriffs Muffin ist nicht genau geklärt. Sprachwissenschaftler leiten es ab von der alten französischen Bezeichnung moufflet für ein Brot; das Wort bedeutete „weich“. Es wird aber auch auf niederdeutsche Wortformen verwiesen (Muffengebäck).

## Muffin im Vereinigten Königreich

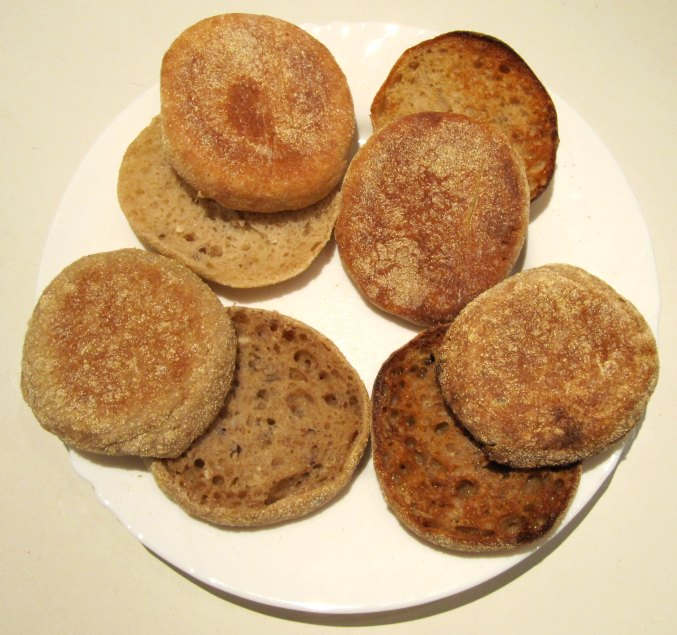
Englische Muffins aus Roggen- (unten) und Weizenmehl (oben), jeweils ungetoastet (links) und getoastet (rechts).

Es ist nicht bekannt, seit wann es Muffins auf den Britischen Inseln gibt. Der Begriff lässt sich seit Anfang des 18. Jahrhunderts nachweisen; die ersten Rezepte stammen aus der Mitte des 18. Jahrhunderts. Sie waren im 19. Jahrhundert sehr populär und wurden zur Tea Time von Muffin Men auf der Straße verkauft. Das laute Ausrufen und Schellenklingeln der Verkäufer wurde um 1840 gesetzlich verboten, weil sich dadurch viele Leute gestört fühlten; das Verbot ließ sich aber nicht durchsetzen.
Der englische Muffin wird aus einem speziellen Hefeteig hergestellt, der auf einem Backblech mit runden Vertiefungen, die flüssiges Fett enthalten, ausgebacken wird. Er hat keine Ähnlichkeit mit dem amerikanischen Muffin, sondern sieht eher wie ein flaches Brötchen aus, das vor dem Verzehr im Toaster geröstet wird (in Deutschland werden vergleichbare Produkte unter der Bezeichnung Toastbrötchen angeboten). Die Muffins werden halbiert vorgeschnitten verkauft.
Für den Teig wird zunächst eine angereicherte Milch aus Wasser, Backfett, Zucker, Salz und Milchpulver hergestellt. Durch Verwenden von Milchpulver erreicht man, dass die Flüssigkeit mehr Proteine und Milchzucker als normale Milch enthält. Dadurch wird das Aroma verbessert und der Teig bräunt intensiver. Diese Flüssigkeit wird mit Hefe und Mehl vermischt, nach dem Aufgehen des Teiges in runde Formen gefüllt und auf einer heißen Platte von beiden Seiten fertiggebacken. Englische Muffins gibt es sowohl mit Roggen-, Dinkel- als auch mit Weizenmehl.

## Muffin in den Vereinigten Staaten

Aufgehen eines Muffinteigs im Ofen in Zeitraffer

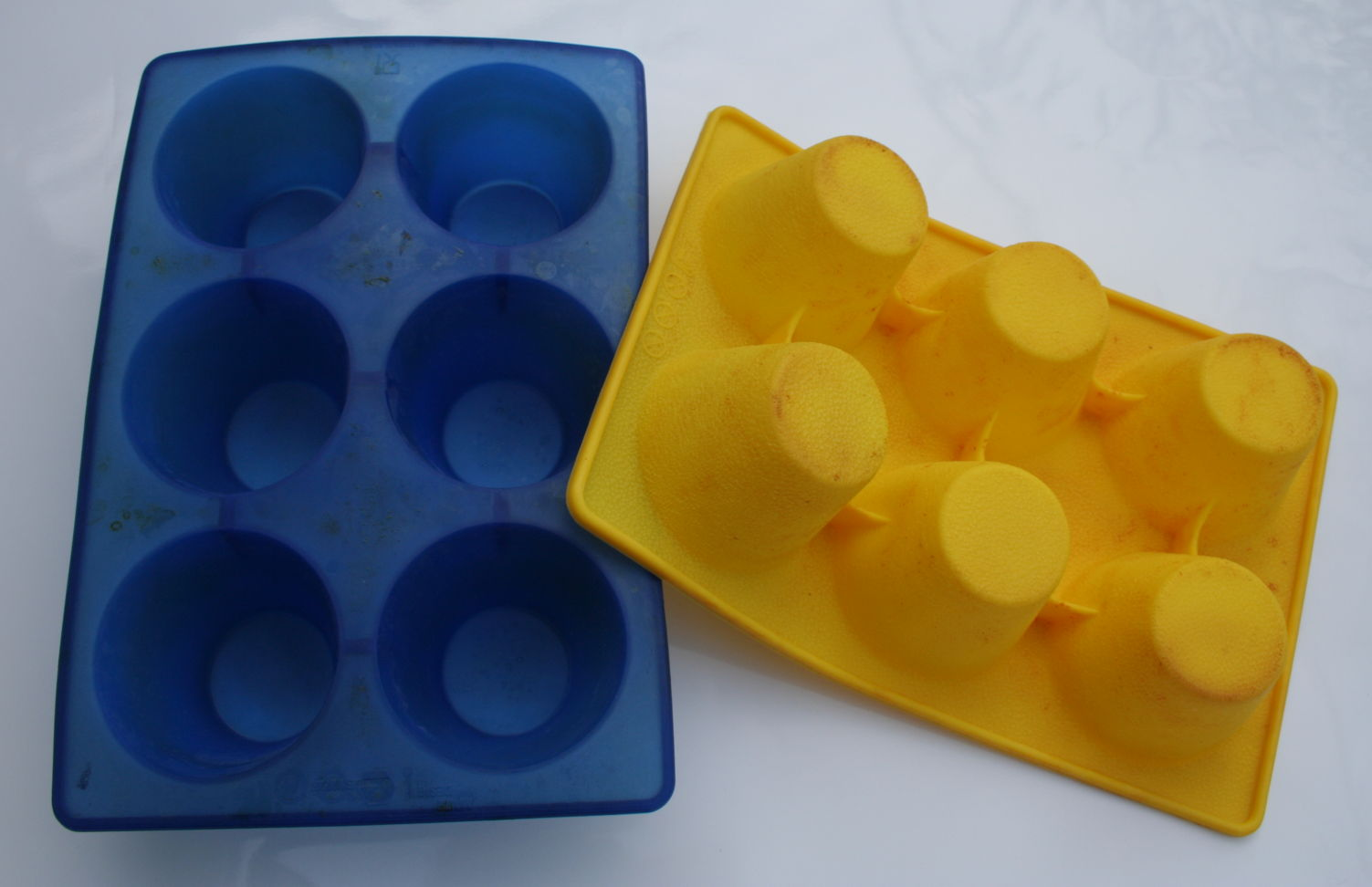
Muffin-Backformen aus Silikon

Britische Auswanderer brachten den Muffin im 19. Jahrhundert nach Nordamerika. Der amerikanische Muffin wird nicht aus Hefeteig, sondern aus Rührmasse mit Hilfe von Triebmitteln wie Backpulver und Natron hergestellt.
Es gibt eine Vielzahl von unterschiedlichen Muffinrezepten, die sich bereits bei den Zutaten unterscheiden. Wichtig für die richtige Teigkonsistenz sind die Verwendung eines flüssigen Backfettes (Speiseöl oder geschmolzene Butter) sowie der richtige Säuregehalt im Teig in Kombination mit dem Triebmittel. Je saurer die flüssigen Zutaten wie zum Beispiel Buttermilch oder Joghurt sind, umso mehr Natron muss anstelle von Backpulver zugegeben werden. Der Unterschied zu Letzterem besteht in der speziellen Art der Zubereitung, der „Muffin-Methode“. Die festen Zutaten (Mehl, Backpulver, Salz, Natron) und die flüssigen Zutaten (Zucker, Öl, Milch, Buttermilch, Joghurt, Eier) werden zunächst getrennt voneinander vermischt. Anschließend wird die flüssige Mischung auf die trockenen gegeben und der Teig nur etwa zehn Sekunden vermischt. Bei längerem Mischen würde zu viel Kleber im Teig entstehen und die CO2-Bläschen im Teig zu groß werden. Soll der Muffin weitere Zutaten enthalten (Nüsse, Schokostückchen oder die sehr beliebten Blaubeeren), werden sie jetzt zugegeben und nur kurz untergerührt. Der Teig wird in speziellen Backformen aus Metall oder Silikon im Ofen gebacken, damit die typische Form entsteht.
Drei Staaten der USA haben Muffins zu offiziellen State Muffins erklärt: Minnesota den Blaubeermuffin (seit 1988), New York den Apfelmuffin (seit 1987) und Massachusetts den Corn Muffin aus Maismehl (seit 1986). Muffins sind nicht identisch mit Cupcakes. Letztere haben zwar eine ähnliche Form wie Muffins, enthalten aber in der Regel keine Nüsse oder Ähnliches und werden mit einem Frosting aus Kreme oder Zuckerguss dekoriert.